# Marcgraviastrum mixtum
Marcgraviastrum mixtum är en tvåhjärtbladig växtart som först beskrevs av José Jéronimo Triana och Planch., och fick sitt nu gällande namn av H.G. Bedell. Marcgraviastrum mixtum ingår i släktet Marcgraviastrum och familjen Marcgraviaceae. Inga underarter finns listade i Catalogue of Life.